# Saut à la couverte
Pour plus de détails, voir Fiche technique et Distribution.
Saut à la couverte est un court métrage documentaire muet français sorti en 1896 et produit par la Société Lumière.

## Description
Dans une caserne, des soldats font sauter un des leurs à la couverte (ancêtre du trampoline, mais qui nécessitait beaucoup de porteurs). On peut voir sur la droite de l'image un homme qui rit à gorge déployée en surjouant considérablement son personnage,.

## Fiche technique
- Titre original : Saut à la couverte
- Titre aux États-Unis : Blanket Toss
- Réalisation : Inconnu
- Production : Société Lumière
- Lieu de tournage : Casernes de la Part-Dieu à Lyon (France)
- Pays d'origine : France
- Vue no  : 192
- Genre : Documentaire
- Format : Court métrage — Muet — Noir et blanc - 1,30:1
- Durée : 50 s
- Date de réalisation : 1896
- Dates de sortie : 
  -  France : 1896